# Anagyrus rotundiceps
Anagyrus rotundiceps är en stekelart som först beskrevs av Girault 1932.  Anagyrus rotundiceps ingår i släktet Anagyrus och familjen sköldlussteklar. Inga underarter finns listade i Catalogue of Life.